# Bảng chữ cái Latinh Mông Cổ
Bảng chữ cái Latinh Mông Cổ (Монгол Латин үсэг, Mongol Latin üseg bằng chữ Kirin; ᠮᠣᠩᠭᠣᠯ
ᠯᠠᠲ᠋ᠢᠨ
ᠦᠰᠦᠭ bằng chữ viết truyền thống Mông Cổ; Mongol Latiin ysyg trong chính nó, [ˈmɔŋɡɔɮ ɮɑˈtin usəx]) được chính thức thông qua tại Mông Cổ vào năm 1931. Năm 1939, phiên bản thứ hai của bảng chữ cái Latinh đã được giới thiệu nhưng không được sử dụng rộng rãi cho đến khi nó được thay thế bằng chữ cái Kirin vào năm 1941.

## Danh sách ký tự
| IPA           | IPA           | a | e | i | ɔ | ʊ | ɵ | u | n ŋ | m | ɮ | p w | pʰ | f | kʰ | χ h | q ɡ | s | ʃ  | tʰ | t | t͡s | t͡ʃ | d͡z | d͡ʒ | j | r | h |
| ------------- | ------------- | - | - | - | - | - | - | - | --- | - | - | --- | -- | - | -- | --- | --- | - | -- | -- | - | -- | -- | -- | -- | - | - | - |
| Tiếng Mông Cổ | Tiếng Mông Cổ | ᠠ | ᠡ | ᠢ | ᠣ | ᠤ | ᠥ | ᠦ | ᠨ   | ᠮ | ᠯ | ᠪ   | ᠫ  | ᠹ | ᠻ  | ᠬ   | ᠭ   | ᠰ | ᠱ  | ᠲ  | ᠳ | ᠴ  | ᠴ  | ᠵ  | ᠵ  | ᠶ | ᠷ | ᠾ |
| Latinh        | 1931 - 1939   | A | E | I | O | U | Ө | Y | N   | M | L | B   | P  | F | K  | K   | G   | S | Ş  | T  | D | C  | Ç  | Z  | Ƶ  | J | R | H |
| Latinh        | 1939 - 1941   | A | E | I | O | U | Ö | Ü | N   | M | L | B   | P  | F | K  | X   | G   | S | Sh | T  | D | C  | Ch | Z  | J  | Y | R | H |
| Kirin         | Kirin         | А | Э | И | О | У | Ө | Ү | Н   | М | Л | В   | П  | Ф | К  | Х   | Г   | С | Ш  | Т  | Д | Ц  | Ч  | З  | Ж  | Й | Р | Х |

Các điểm dừng không phân biệt thường được nhận ra là [b d dz dʒ ɡ/ɢ]. The non-nasal sonorants are often devoiced to [ɸ ɬ].